# Cottingley (Leeds)
Pour l’article homonyme, voir Cottingley.

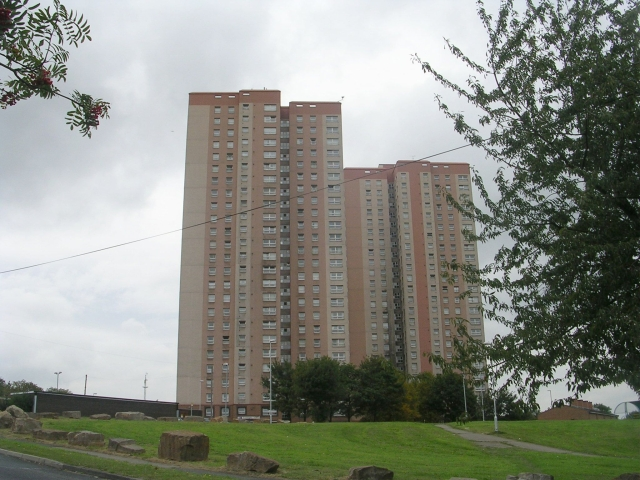
Cottingley Towers et Cottingley Heights

Cottingley est une banlieue de Leeds, au Royaume-Uni. Il y a un centre commercial. Le quartier possède une gare.